# Barbe-bleue (film, 1901)
Barbe-bleue je francouzský němý film z roku 1901. Režisérem je Georges Méliès (1861–1938). Film trvá zhruba devět minut a premiéru měl 3. května 1901. Jedná se o první filmovou adaptaci francouzského lidového příběhu Modrovous, jehož nejznámější přeživší verzi zachytil Charles Perrault ve sbírce Histoires ou Contes du temps passé vydané v roce 1697.
Georges Méliès si podle vzpomínek jeho vnučky Madeleine Malthête-Méliès během výroby předposlední scény zlomil stehenní kost. Film dokončil, ale ještě ten večer musel dostat na nohu ortopedickou sádru, kterou měl na sobě i během slavnostního znovuotevření svého divadla Théâtre Robert-Houdin 22. září 1901.

## Obsazení
| Georges Méliès  | Modrovous                |
| Jehanne d'Alcy  | osmá manželka Modrovouse |
| Bleuette Bernon | víla                     |